# Florent Claude
Florent Claude (Remiremont, 11 november 1991) is een biatleet van Franse afkomst. Sinds juni 2017 heeft hij de Belgische nationaliteit.

## Levensloop
Claude maakte zijn wereldbekerdebuut in het seizoen 2011/2012. Datzelfde seizoen behaalde hij ook zijn eerste punten in een wereldbekerwedstrijd. Nadien behaalde hij weinig noemenswaardige resultaten. Vanaf juni 2017 kwam Claude ook uit voor België. In 2018 nam Claude deel aan de Olympische Winterspelen in Pyeongchang. Als beste resultaat liet hij een 54e plaats op het individuele nummer optekenen.
Claude heeft twee broers die ook aan biatlon doen; ze komen uit voor Frankrijk: Fabien en Emilien Claude.

## Resultaten

### Olympische Winterspelen
| Jaar | Plaats      | Onderdeel   | Onderdeel | Onderdeel     | Onderdeel  | Onderdeel | Onderdeel          |
| Jaar | Plaats      | Individueel | Sprint    | Achtervolging | Massastart | Estafette | Gemengde estafette |
| ---- | ----------- | ----------- | --------- | ------------- | ---------- | --------- | ------------------ |
| 2018 | Pyeongchang | 54e         | 55e       | 57e           | –          | –         | –                  |
| 2022 | Peking      | 75e         | 84e       | –             | –          | 20e       | –                  |

### Wereldkampioenschappen
| Jaar | Plaats    | Onderdeel   | Onderdeel | Onderdeel     | Onderdeel  | Onderdeel | Onderdeel          | Onderdeel                 |
| Jaar | Plaats    | Individueel | Sprint    | Achtervolging | Massastart | Estafette | Gemengde estafette | Single gemengde estafette |
| ---- | --------- | ----------- | --------- | ------------- | ---------- | --------- | ------------------ | ------------------------- |
| 2019 | Östersund | 32e         | 71e       | –             | –          | 23e       | –                  | –                         |
| 2020 | Antholz   | 25e         | 34e       | 32e           | –          | 19e       | –                  | 20e                       |
| 2021 | Pokljuka  | 20e         | 22e       | 26e           | 25e        | 23e       | 21e                | 15e                       |

### Wereldkampioenschappen junioren
| Jaar | Plaats      | Onderdeel   | Onderdeel | Onderdeel     | Onderdeel |
| Jaar | Plaats      | Individueel | Sprint    | Achtervolging | Estafette |
| ---- | ----------- | ----------- | --------- | ------------- | --------- |
| 2011 | Nové Město  | 46e         | 52e       | 25e           | 5e        |
| 2012 | Kontiolahti | 25e         | Zilver    | 5e            | 4e        |

### Europese kampioenschappen
| Jaar | Plaats     | Resultaten                                                                   |
| ---- | ---------- | ---------------------------------------------------------------------------- |
| 2013 | Bansko     | 7e 20 km individueel 9e 10 km sprint 15e12,5 km achtervolging                |
| 2015 | Otepää     | 7e Estafette 12e12,5 km achtervolging 20e 10 km sprint 23e 20 km individueel |
| 2016 | Tjoemen    | 10e 15 km massastart 17e12,5 km achtervolging 40e 10 km sprint               |
| 2018 | Ratschings | 9e 10 km sprint 14e 12,5 km achtervolging                                    |

### Wereldbeker
Eindklasseringen
| Seizoen   | Algemeen | Individueel | Sprint | Achtervolging | Massastart |
| --------- | -------- | ----------- | ------ | ------------- | ---------- |
| 2011/2012 | 102e     | 63e         | –      | –             | –          |
| 2017/2018 | 53e      | 41e         | 66e    | 49e           | –          |
| 2018/2019 | 51e      | 58e         | 54e    | 40e           | –          |
| 2019/2020 | 34e      | 31e         | 33e    | 36e           | 45e        |
| 2020/2021 | 45e      | 36e         | 47e    | 46e           | 43e        |
| 2021/2022 | 32e      | 38e         | 37e    | 26e           | 28e        |